# Jeannette de Sayn-Wittgenstein
Vous pouvez aider à l'améliorer ou bien discuter des problèmes sur sa page de discussion.
- Il ne cite pas suffisamment ses sources. Vous pouvez indiquer les passages à sourcer avec {{référence nécessaire}} ou {{Référence souhaitée}}, et inclure les références utiles en les liant aux notes de bas de page. (Marqué depuis avril 2024)
- Certaines informations devraient être mieux reliées aux sources mentionnées dans la bibliographie ou les liens externes. Améliorez sa vérifiabilité en les associant par des références. (Marqué depuis avril 2024)

- Archive Wikiwix
- Bing
- Cairn
- DuckDuckGo
- E. Universalis
- Gallica
- Google
- G. Books
- G. News
- G. Scholar
- Persée
- Qwant
- (zh) Baidu
- (ru) Yandex
- (wd) trouver des œuvres sur Wikidata

Jeannette de Sayn-Wittgenstein (15 février 1561 – 13 avril 1622), fille du comte Louis de Sayn-Wittgenstein et de sa première épouse, Anne de Solms-Braunfels, qui est la sœur de Amélie de Solms-Braunfels.

## Mariage et descendance
Jeannette est la troisième épouse du comte Jean VI de Nassau-Dillenbourg, l'un des fils de Guillaume le Riche et Julienne de Stolberg. Ils se marient le 14 juin 1586 et ont les enfants suivants:
- Georges de Nassau-Dillenbourg (1588-1588)
- Jean-Louis de Nassau-Hadamar (1590-1653), prince de Nassau-Hadamar, élève de l'Académie de Sedan, en 1617 il épouse Ursule de Lippe (1598-1638), (fille du comte Simon VI de Lippe)
- Jeannette de Nassau-Dillenbourg (1593-1654), en 1616 elle épouse le comte Conrad de Bentheim (1585-1619)
- Anne de Nassau-Dillenbourg (1594-1660), en 1619 elle épouse le comte Philippe d'Isembourg (†1635)
- Madeleine de Nassau-Dillenbourg (1595-1633)
- Anne de Nassau-Dillenbourg (1594-1660), en 1624 elle épouse le comte Georges-Albert Ier d'Erbach-Schönberg (1597-1647)
- Anne-Amélie de Nassau-Dillenbourg (1599-1667), en 1648 elle épouse le comte Guillaume-Othon d'Isemburg (†1667)
- Julienne de Nassau-Dillenbourg (1602-1602).